# La Criolla (Santa Fe)
La Criolla es una comuna de la provincia de Santa Fe, del departamento San Justo. Está ubicada a 170 km de la capital provincial, Santa Fe.

## Creación de la Comuna
- 13 de junio de 1929.

## Población
Tiene una población de 2,318 habitantes (Indec, 2010).
| Gráfica de evolución demográfica de La Criolla entre 1991 y 2022 |
|                                                                  |
| Fuente: Censos nacionales del INDEC                              |

## Localidades y Parajes
- La Criolla
- Parajes
  - Colonia El Pantanoso
  - Colonia La Blanca
  - Colonia Ovejitas
  - Estación Cañadita
  - km 165
  - La Nevada
  - Colonia La Argentina

## Santos Patrones
- San Juan Bautista, Ntra. Sra. de la Merced, Ntra. Sra. del Rosario y Ntra. Sra.  Santa Rosa de Lima, festividades: 24 de junio, 24 de septiembre , 7 de octubre y 30 de agosto.

## Biblioteca Popular
Luis Landriscina

## Entidades Deportivas
- Club Asoc. Sportivo La Criolla (Actualmente "Club De Abuelos")
- Club Cultural y Dep. Huracán
- Club El Bochazo

## Parroquias de la Iglesia católica en La Criolla
| Arquidiócesis | Santa Fe de la Vera Cruz    |
| ------------- | --------------------------- |
| Parroquia     | Nuestra Señora de la Merced |

## Personalidades
- Nadia Fink, periodista y escritora argentina, dedicada a la literatura infantil. Entre sus obras se destaca la Colección Antiprincesas y Antihéroes de la Editorial Chirimbote.[3]